# 2 Hrubieszowski Pułk Rozpoznawczy

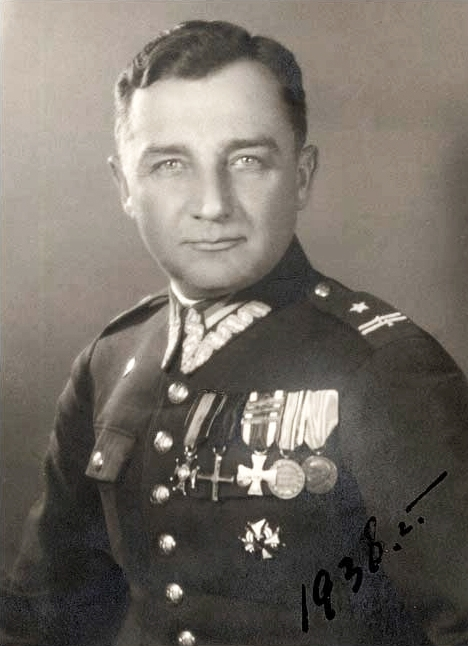
Henryk Dobrzański „Hubal” – patron 9 pułku rozpoznawczego

2 Hrubieszowski Pułk Rozpoznawczy im. mjr. Henryka Dobrzańskiego "Hubala" – oddział rozpoznawczy Wojsk Lądowych Sił Zbrojnych RP (JW 4055).

## Formowanie i zmiany organizacyjne
2 pułk rozpoznawczy został sformowany na podstawie Zarządzenia Szefa Sztabu Generalnego WP nr 031/Org. z dnia 25 maja 1994 na bazie rozformowywanego 8 Ośrodka Materiałowo-Technicznego. Pułk został sformowany w Hrubieszowie, gdzie stacjonuje do dziś.
Pułk przekazano w podporządkowanie Dowódcy Krakowski Okręgu Wojskowego, a następnie pod Korpus Powietrzno-Zmechanizowany, od 2001 pod 2 Korpus Zmechanizowany i od 2004 pod Dowództwo Wojsk Lądowych. Jednostka w początkowym okresie była formowana jako typowa jednostka rozpoznawcza, obecnie profilem jednostki jest dalekie rozpoznanie. Od 1 stycznia 2014 2 Hrubieszowski pułk rozpoznawczy podlega bezpośrednio pod Dowództwo Generalne Rodzajów Sił Zbrojnych.

## Historia
2 pułk rozpoznawczy jest najmłodszym pułkiem rozpoznawczym w Wojsku Polskim. Miejscem stacjonowania jednostki jest Hrubieszów przy ul. Dwernickiego 4.
6 listopada 2009 Prezydent RP Lech Kaczyński odznaczył młodszego chorążego Dariusza Zwolaka Krzyżem Komandorskim Orderu Krzyża Wojskowego za męstwo i odwagę wykazaną 10 sierpnia 2009 w czasie potyczki w Usman Khel, w której przejął dowodzenie po poległym poruczniku Danielu Ambrozińskim.

## Tradycje

### Dziedzictwo tradycji
Decyzją Ministra Obrony Narodowej nr 70/MON z dnia 6 maja 1996 2 Pułk Rozpoznawczy w Hrubieszowie przejął i z honorem kontynuuje dziedzictwo tradycji:
- 2 pułku straży przedniej 1789 – 1792
- 2 pułku strzelców konnych 1815 – 1831
- 2 pułku strzelców konnych 1919 – 1939
- 2 pułku strzelców konnych AK 1943 – 1944

### Symbole pułku[2][3]
Nazwa wyróżniająca 
8 czerwca 1996 Minister Obrony Narodowej nadał 2 pułkowi rozpoznawczemu nazwę wyróżniającą „Hrubieszowski”.
Sztandar, patron
18 czerwca 1996 w Hrubieszowie Pułk otrzymał sztandar ufundowany przez społeczeństwo Ziemi Hrubieszowskiej oraz imię patrona majora Henryka Dobrzańskiego "Hubal". Sztandar w imieniu Prezydenta RP wręczył minister Szymon Kociszewski dla dowódcy pułku płk. Zenonowi Michalakowi. Rodzicami chrzestnymi sztandaru byli Ludmiła Żero (łączniczka oddziału wydzielonego majora „Hubala”) i Zdzisław Kosakowski ówczesny Przewodniczący Rady Miasta Hrubieszowa. Poświęcenie sztandaru dokonał Dziekan Krakowskiego Okręgu Wojskowego wyznania prawosławnego ks. mjr Bazyli Gałczyk oraz kapelanem pułku ks. kpt. Andrzejem Puzonem. W uroczystości wzięli udział: minister obrony narodowej Stanisław Dobrzański; Szef Departamentu Kadr MON gen. bryg. Józef Buczkowski; Sztab Generalny Wojska Polskiego reprezentował gen. bryg. Józef Chmiel); Szef Sztabu KOW gen. bryg. Zdzisław Wijas.
Płat sztandaru to biała tkanina w kształcie kwadratu o wymiarach 75×75 cm, po obu stronach znajduje się krzyż kawalerski wykonany z tkaniny czerwonej. Jeden bok sztandaru wszyty jest w białą skórę. Boki sztandaru obszyte złotą frędzlą. Na głównej stronie płata, pośrodku krzyża kawalerskiego, znajdują się dwie gałązki wawrzynu, haftowane złotym szychem. Pośrodku wieńca umieszczony wizerunek orła białego z głową zwróconą do drzewca.
W rogach płata, w polach wieńców wawrzynu cyfra 2 – numer pułku.
Na stronie odwrotnej płata, pośrodku krzyża kawalerskiego, znajduje się napis „BÓG HONOR OJCZYZNA” w wieńcu z wawrzynu. Pomiędzy ramionami krzyża kawalerskiego, w rogach płata, są umieszczone wieńce wawrzynu, a w ich polach:
- w prawym górnym wieńcu wawrzynu wizerunek odznaki pamiątkowej 2 Pułku Rozpoznawczego;
- w prawym dolnym wieńcu wawrzynu wizerunek odznaki Krakowskiego Okręgu Wojskowego;
- w lewym dolnym wieńcu wawrzynu litery „HD” – inicjały patrona pułku mjr. Henryka Dobrzańskiego „Hubala”;
- w lewym górnym wieńcu wawrzynu odwzorowanie herbu Hrubieszowa.

 Odznaka, oznaka 
14 lutego 2003 Decyzją Nr 5 Ministra Obrony Narodowej wprowadzono pamiątkową odznakę i oznakę rozpoznawczą oraz proporczyk na beret 2 Hrubieszowskiego Pułku Rozpoznawczego im. mjr. Henryka Dobrzańskiego „Hubala” w Hrubieszowie.
Pułk doroczne święto obchodzi w dniu 17 czerwca.

## Zadania i struktura organizacyjna (1994)
2 pułk rozpoznawczy jest przeznaczony do wykonywania zadań rozpoznawczych w różnych rodzajach działań bojowych na obszarze kraju, żołnierze pułku biorą również udział w misjach poza granicami kraju w ramach operacji ISAF oraz w działaniach w wypadku powstałych sytuacji kryzysowych. Jednostka udziela przełożonym wyższego szczebla informacje o uzbrojeniu, potencjale, liczebności oraz zadaniach nieprzyjaciela. Pułk także jest przeznaczony do prowadzenia działań rozpoznawczo-bojowych oraz wydzielania grup zadaniowych, działających również na rzecz dowództw sojuszniczych. Pułk jest jednym z trzech pułków rozpoznawczych w Wojsku Polskim, podporządkowanym bezpośrednio Dowódcy Generalnemu Rodzajów Sił Zbrojnych.

### Stan na rok 1994
- dowództwo
- 1 kompania dalekiego rozpoznania
- 2 kompania dalekiego rozpoznania
- 3 kompania dalekiego rozpoznania
- 4 kompania rozpoznawcza
- 5 kompania rozpoznawcza
- 6 kompania rozpoznawcza
- kompania logistyczna
- kompania dowodzenia

### Stan na rok 2016
- dowództwo i sztab
- sekcja personalna
- sekcja wychowawcza
- sekcja planowania i rozpoznania
- sekcja logistyki
- sekcja łączności
- sekcja wychowania fizycznego i sportu
  - 1 kompania dalekiego rozpoznania
  - 2 kompania dalekiego rozpoznania
  - 3 kompania dalekiego rozpoznania
  - 4 kompania rozpoznawcza
  - 5 kompania rozpoznawcza
  - 6 kompania rozpoznawcza
  - kompania logistyczna
  - kompania dowodzenia
- zespół zabezpieczenia medycznego
- patrol rozminowania

## Wyposażenie
Pułk dysponuje różnymi pojazdami, począwszy od wszędołazów, poprzez wojskowe np. Stary 266, aż do opancerzonych wozów BRDM-2.
Podstawowe wyposażenie transportowe stanowią między innymi:
- wszędołaz Polaris Sportsman X2, Bombardier Outlander, Arctic - Cat;
- samochody Honker;
- pojazdy HMMWV w wersjach transportowo-bojowych M1043A2 z uzbrojeniem 7,62 mm km PK i 12,7 mm WKM NSW oraz wozu dowodzenia M1097A2;
- pojazdy opancerzone BRDM-2 (w wersji podstawowej oraz w wersjach modernizowanych: 2M96, 2M96I, 2M96Ik);
- pojazdy transportowe i dowodzenia na podwoziu Star
- lekkie pojazdy uderzeniowe LPU Wirus 4

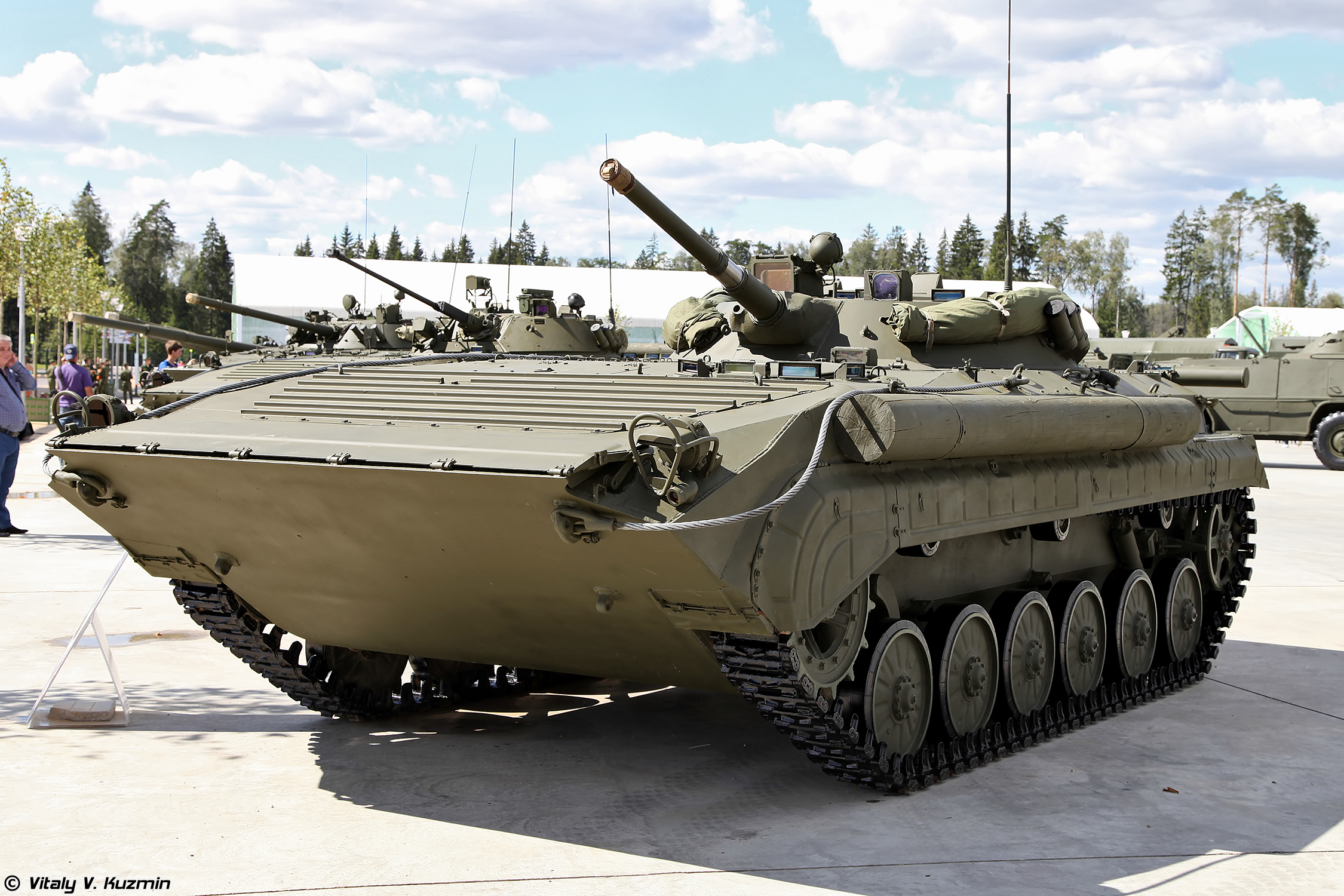
BWR-1D
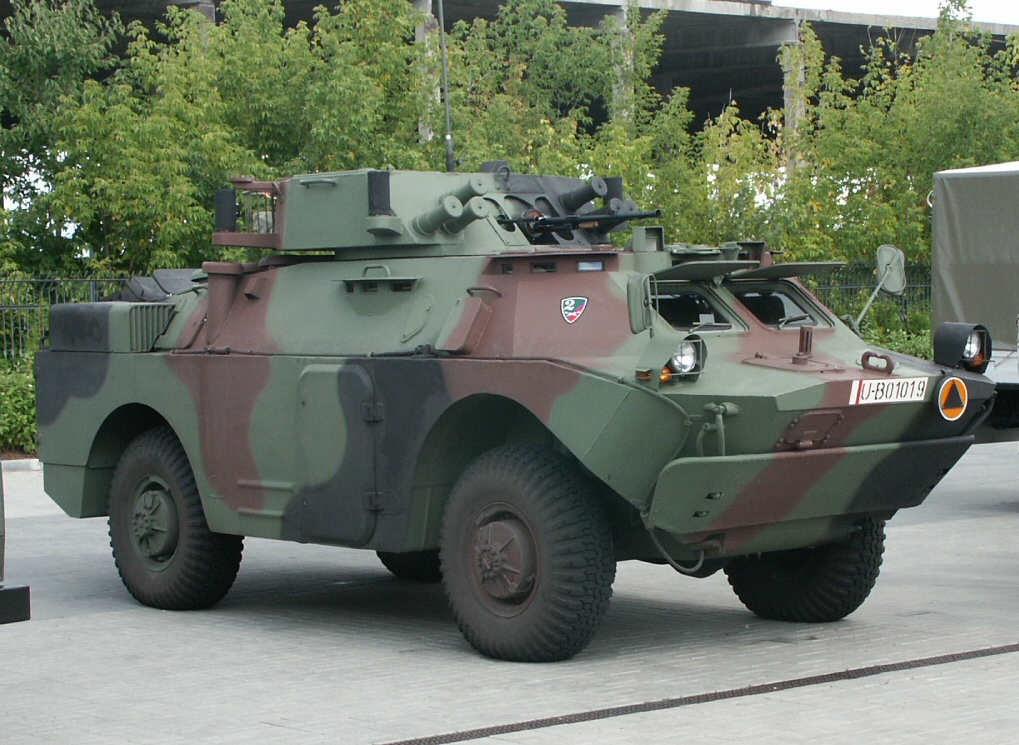
BRDM-2M-97 Żbik-B
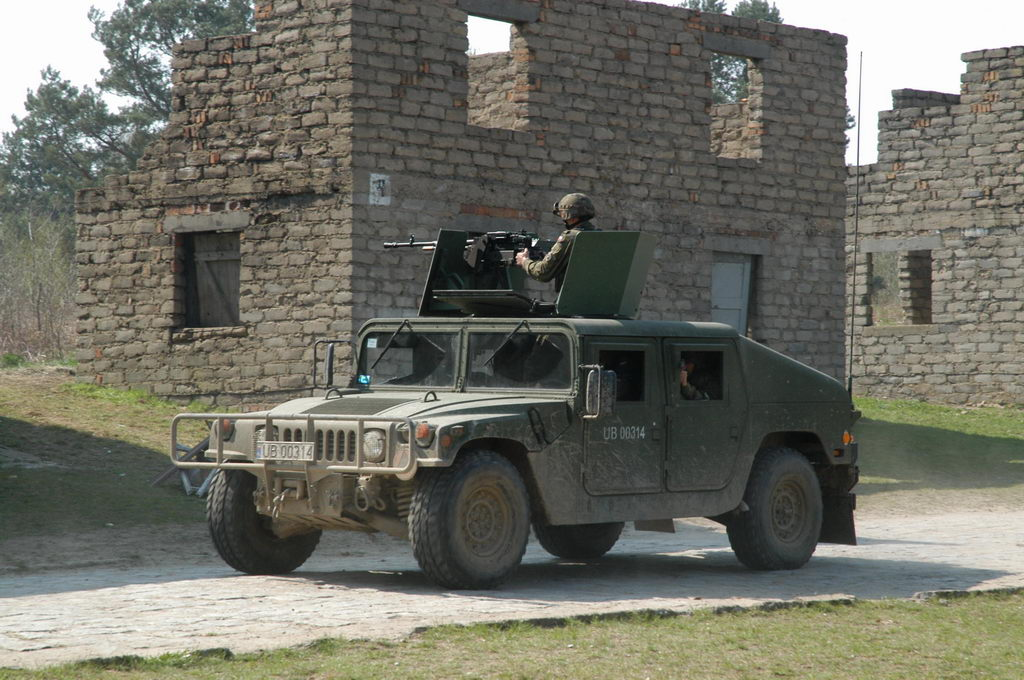
HMMWV
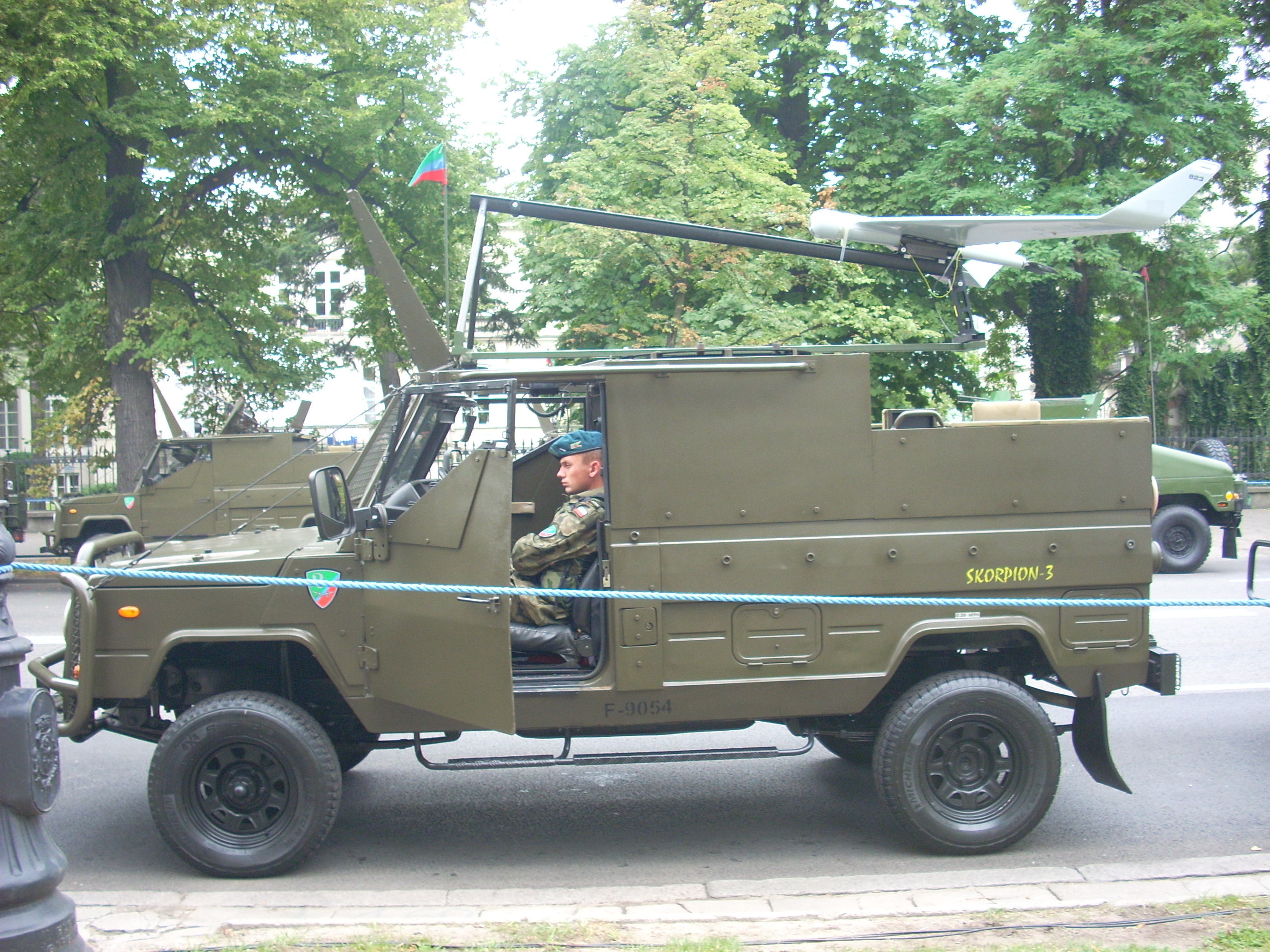
Skorpion-3 WP z UAV
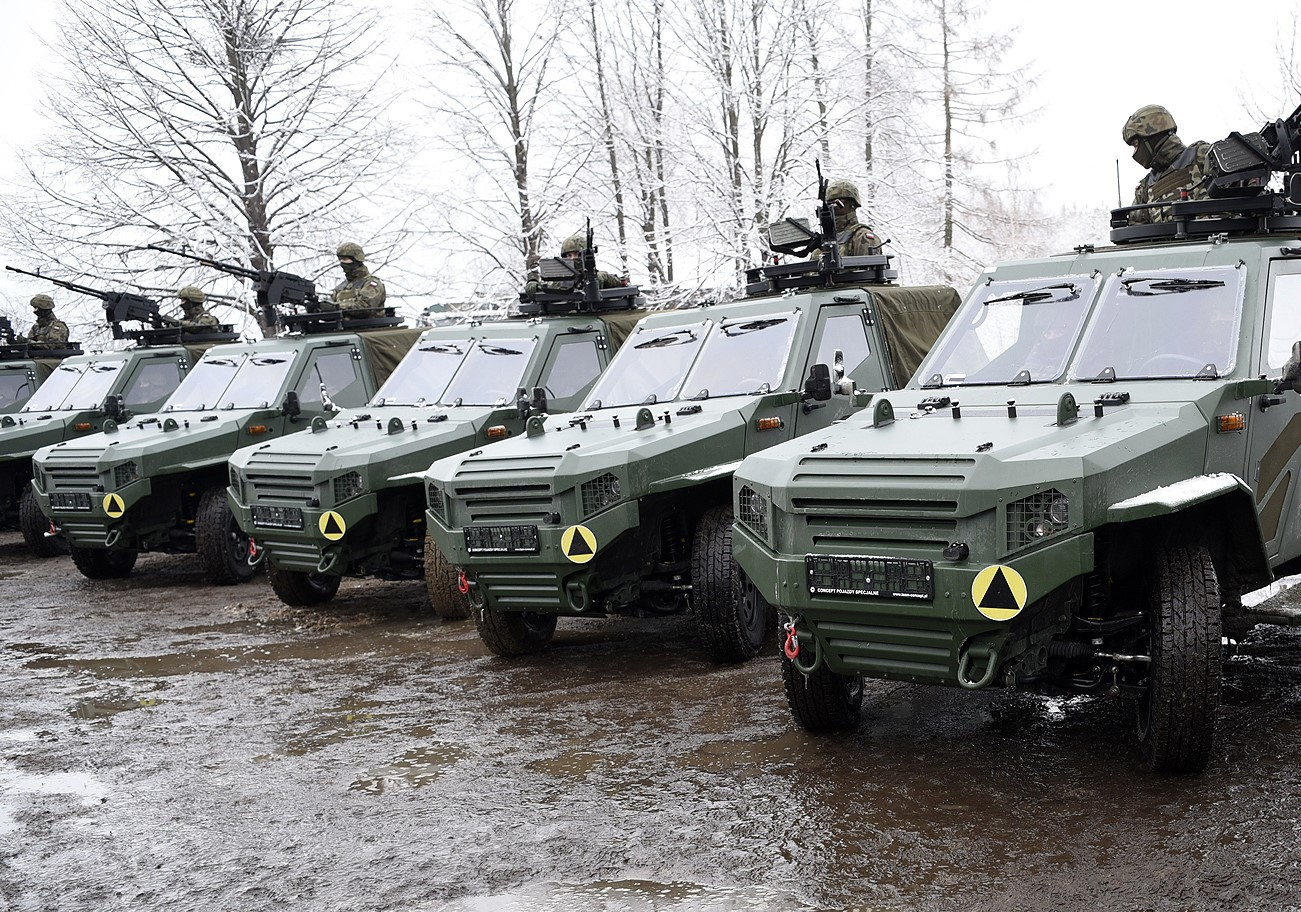
LPU Wirus 4
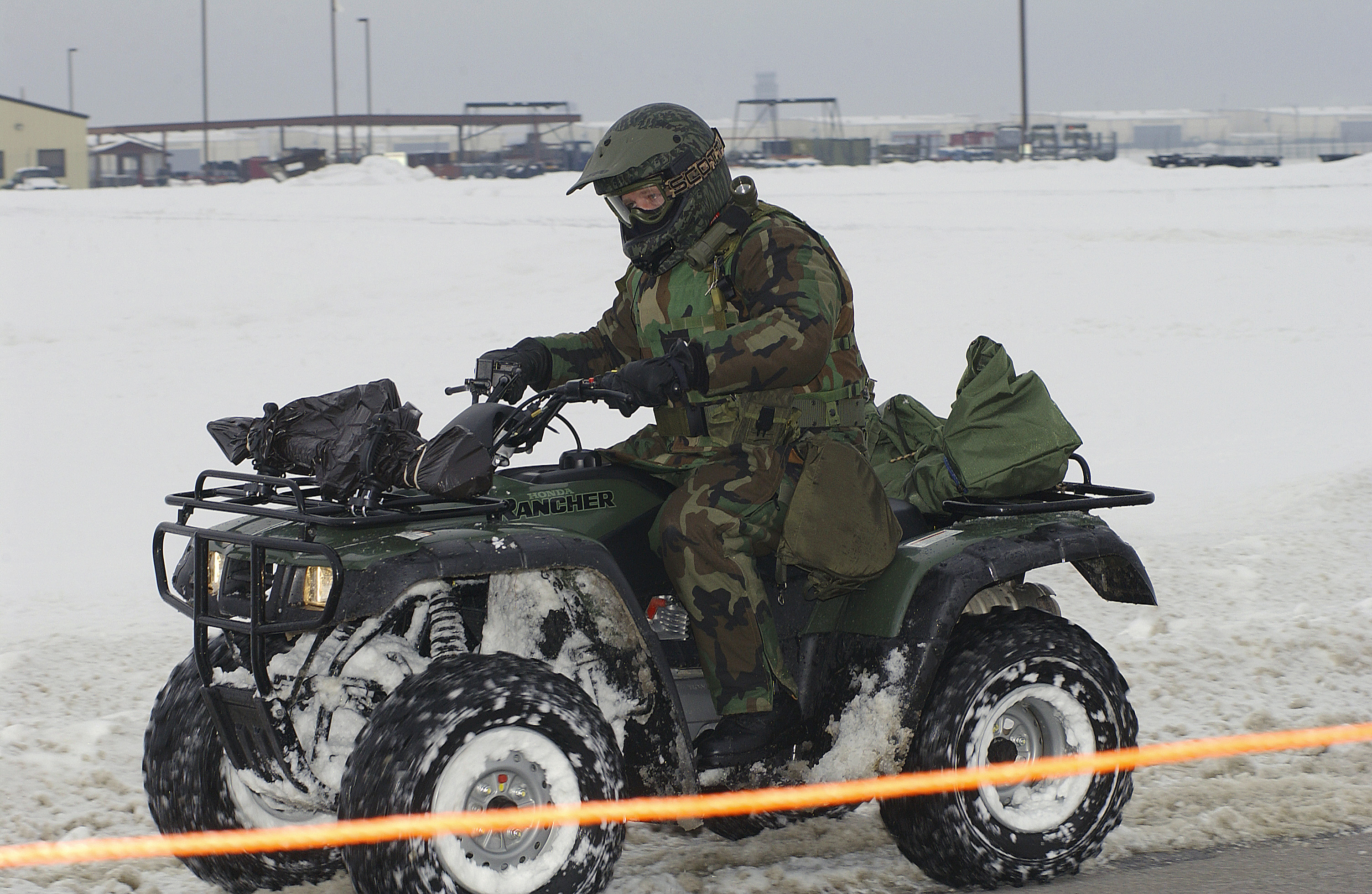
Honda FourTrax Rancher
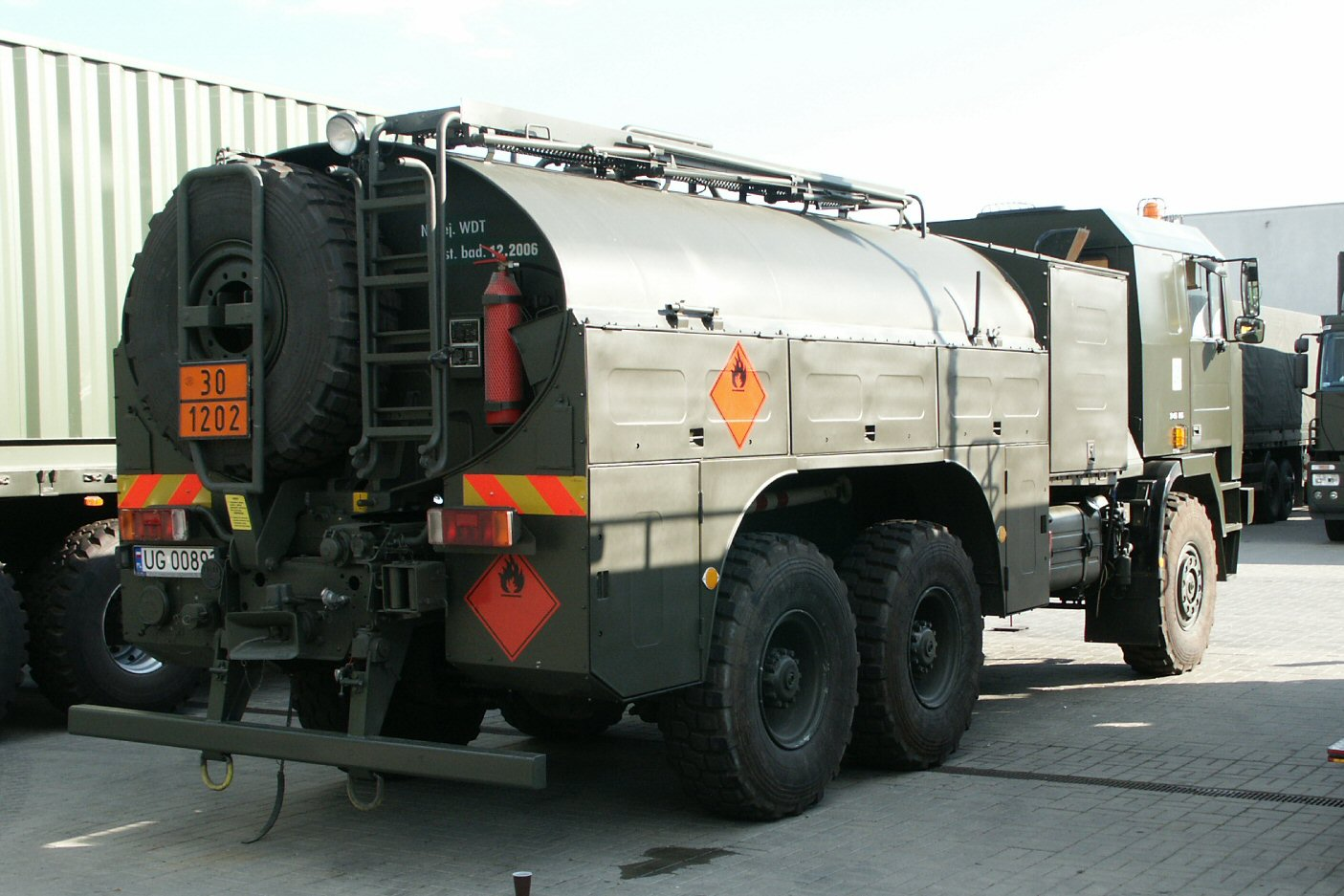
Jelcz P662D.34

## Wyróżnienia
Pułk był między innymi wyróżniany:
- tytuł honorowy „Przodujący Oddział Wojska Polskiego” – 2015

## Dowódcy
- płk Zenon Michalak (1994–1996)
- płk Edward Bargieł (1996–2002)

- płk Andrzej Niekrasz (? – 27.VII.2006)
- płk dypl. Piotr Wałęga (27 VII 2006 – ?)
- płk dypl. Sławomir Dudczak (25 XI 2008–25 I 2011)
- płk Piotr Bieniek (25 I 2011–17 VI 2013)
- cz.p.o. ppłk dypl. Marcin Frączek (17 VI 2013–31 VIII 2013)
- płk Marcin Maj (1 IX 2013–3 IX 2018)
- płk Artur Jakubczyk (3 IX 2018–19 VII 2019)
- cz.p.o. ppłk Jakub Garbowski (19 VII 2019–12 VIII 2019)
- płk Jakub Garbowski (12 VIII 2019–30 VIII 2022)
- płk Krzysztof Sarnowski (30 VIII 2022–obecnie)